# دوروتی بورجس
دوروتی بورجس (انگلیسی: Dorothy Burgess؛ ‏ ۴ مارس ۱۹۰۷ – ۲۱ اوت ۱۹۶۱) هنرپیشه اهل ایالات متحده آمریکا بود. وی بین سال‌های ۱۹۲۶ تا ۱۹۴۳ میلادی فعالیت می‌کرد.
از فیلم‌هایی که وی در آن نقش داشته‌است، می‌توان به در آریزونای قدیم، تاکسی!، اورینت اکسپرس، بلندپرواز باش و ماه سیاه اشاره کرد.